# Атаки (Молдова)
Ата́ки (О́тач, рум. Otaci) — місто в Окницькому районі Молдови, на правому березі річки Дністер поблизу українського кордону та міста Могилів-Подільський.

## Назва
Назва походить від архаїзму «отач» — хата для відпочинку пастуха.

## Географія
Місто розташоване за 260 км на північ від Кишинева. Найближча залізнична станція — Велчинець (5 км). В Атаках розміщений важливий пункт переходу молдовсько-українського кордону пункт пропуску Могилів-Подільський.

## Історія

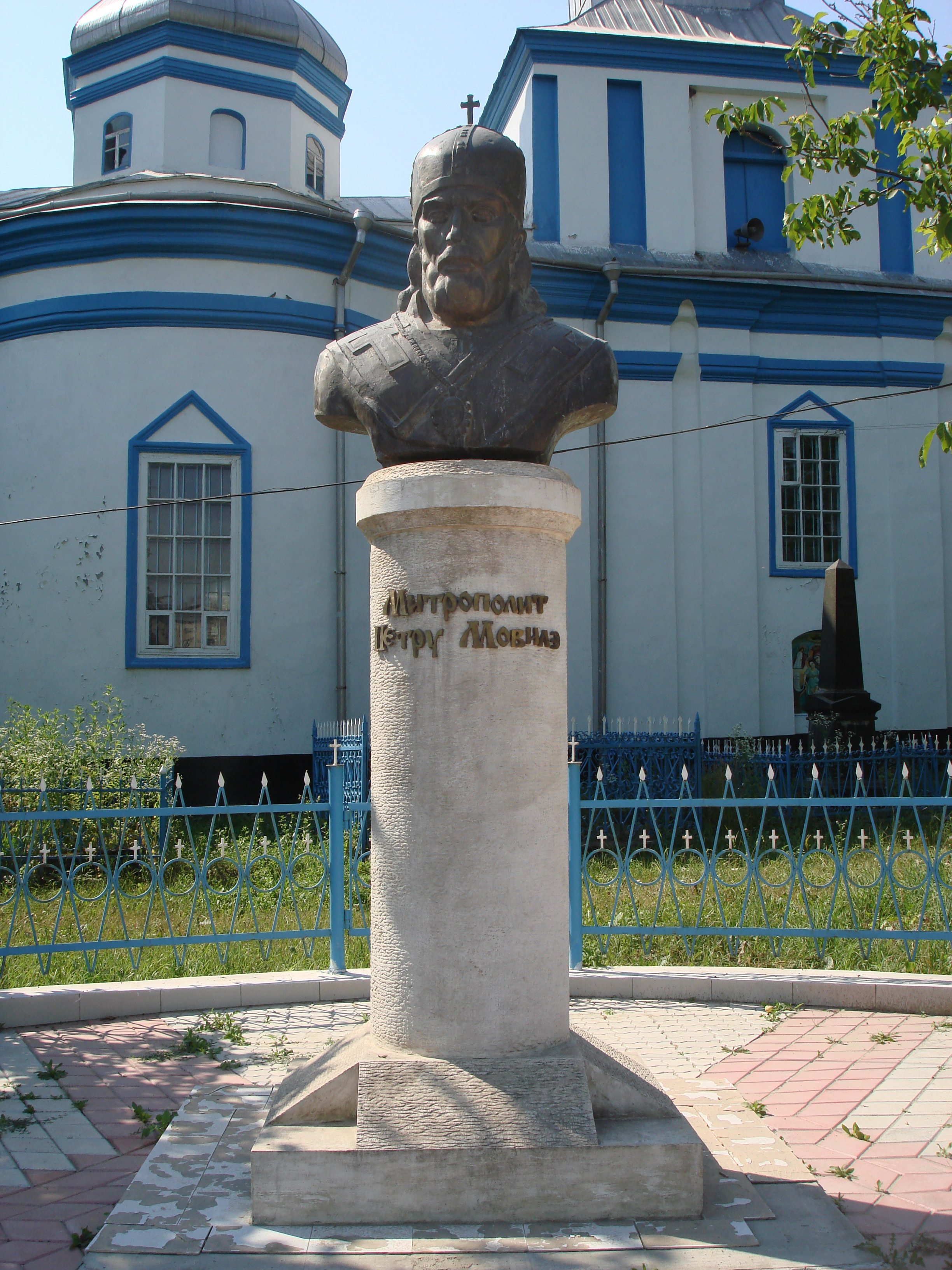
Пам'ятник Петру Могилі в Атаках

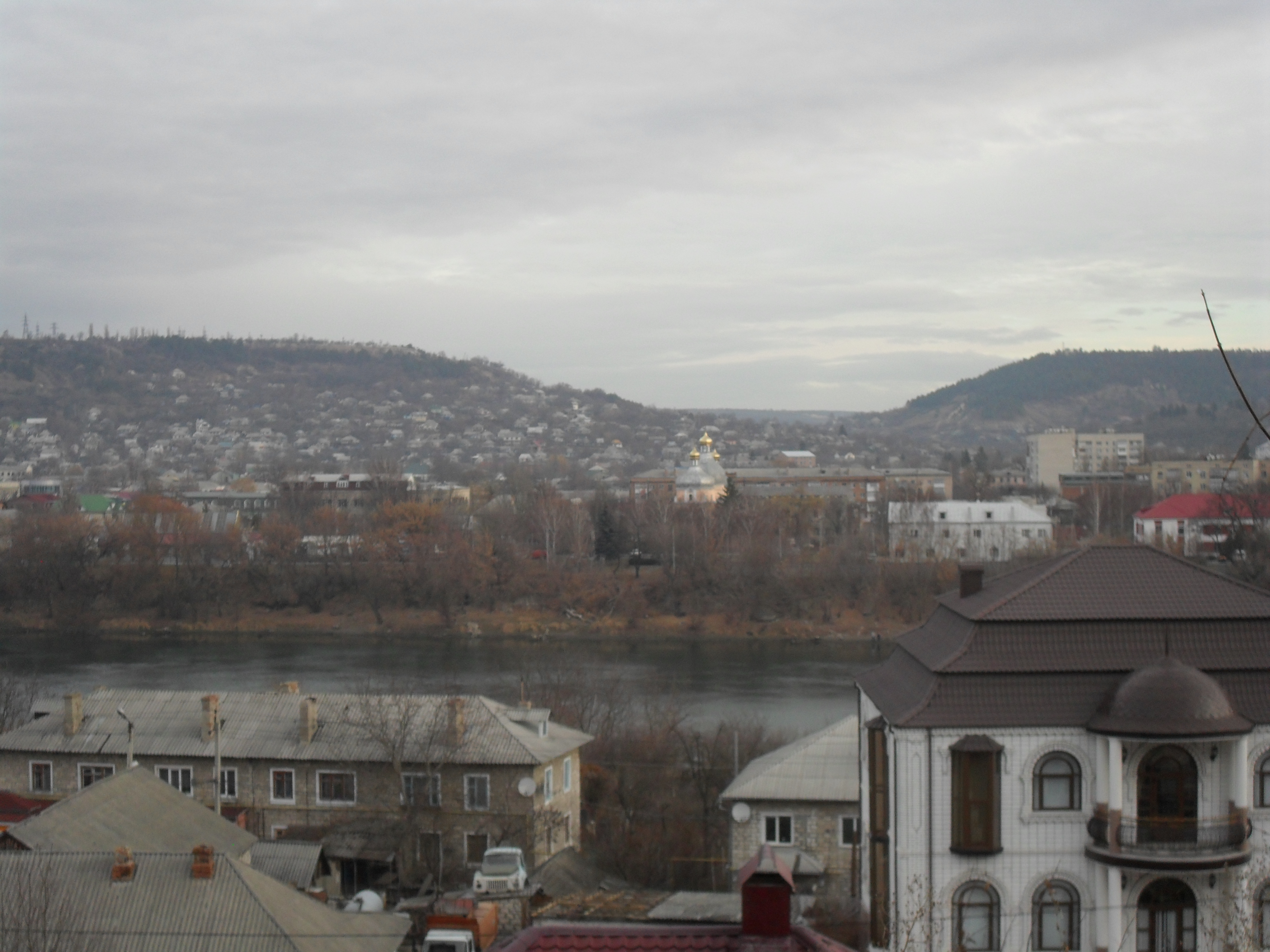
Вид на Могилів-Подільський

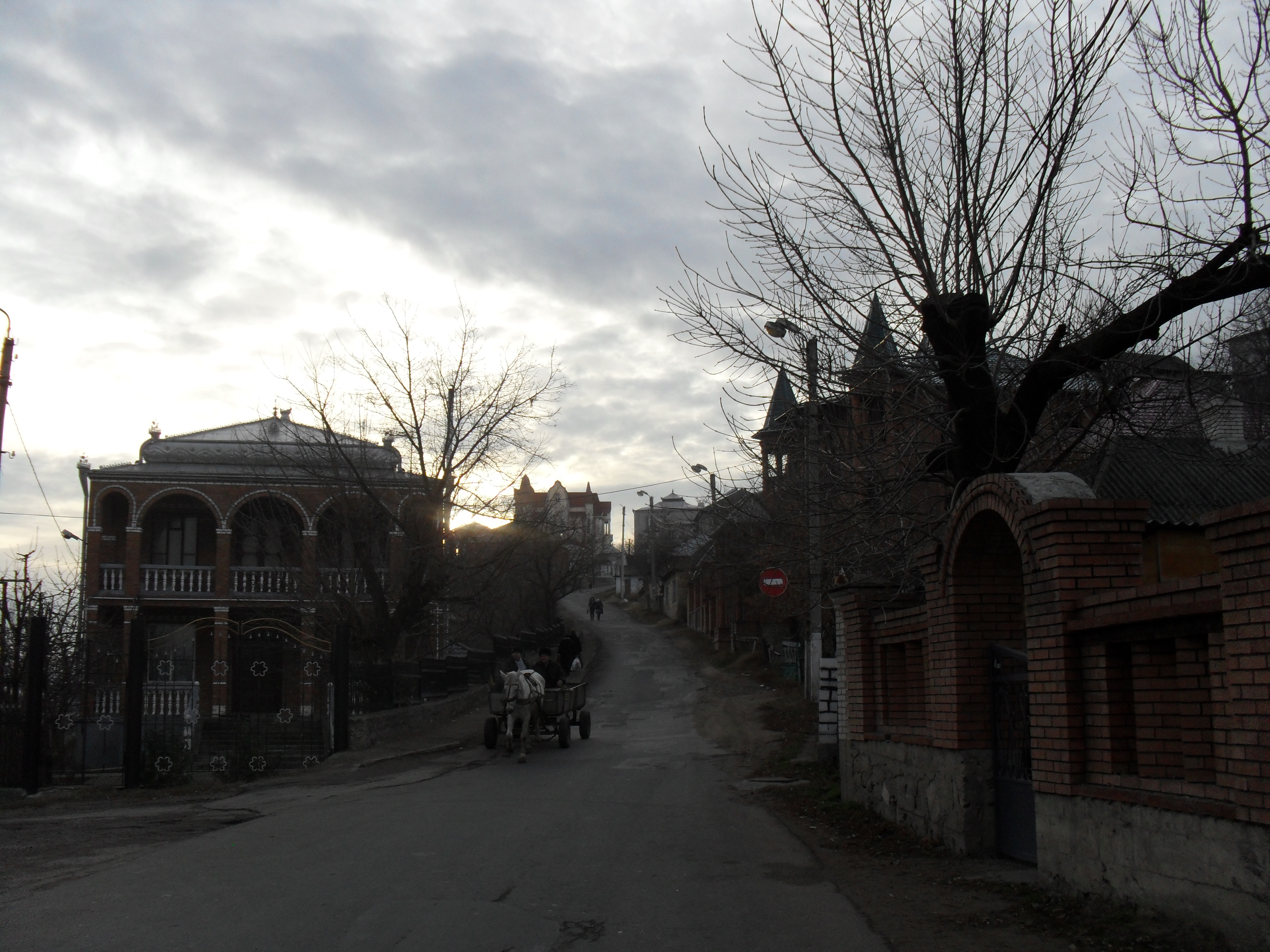
Циганський квартал

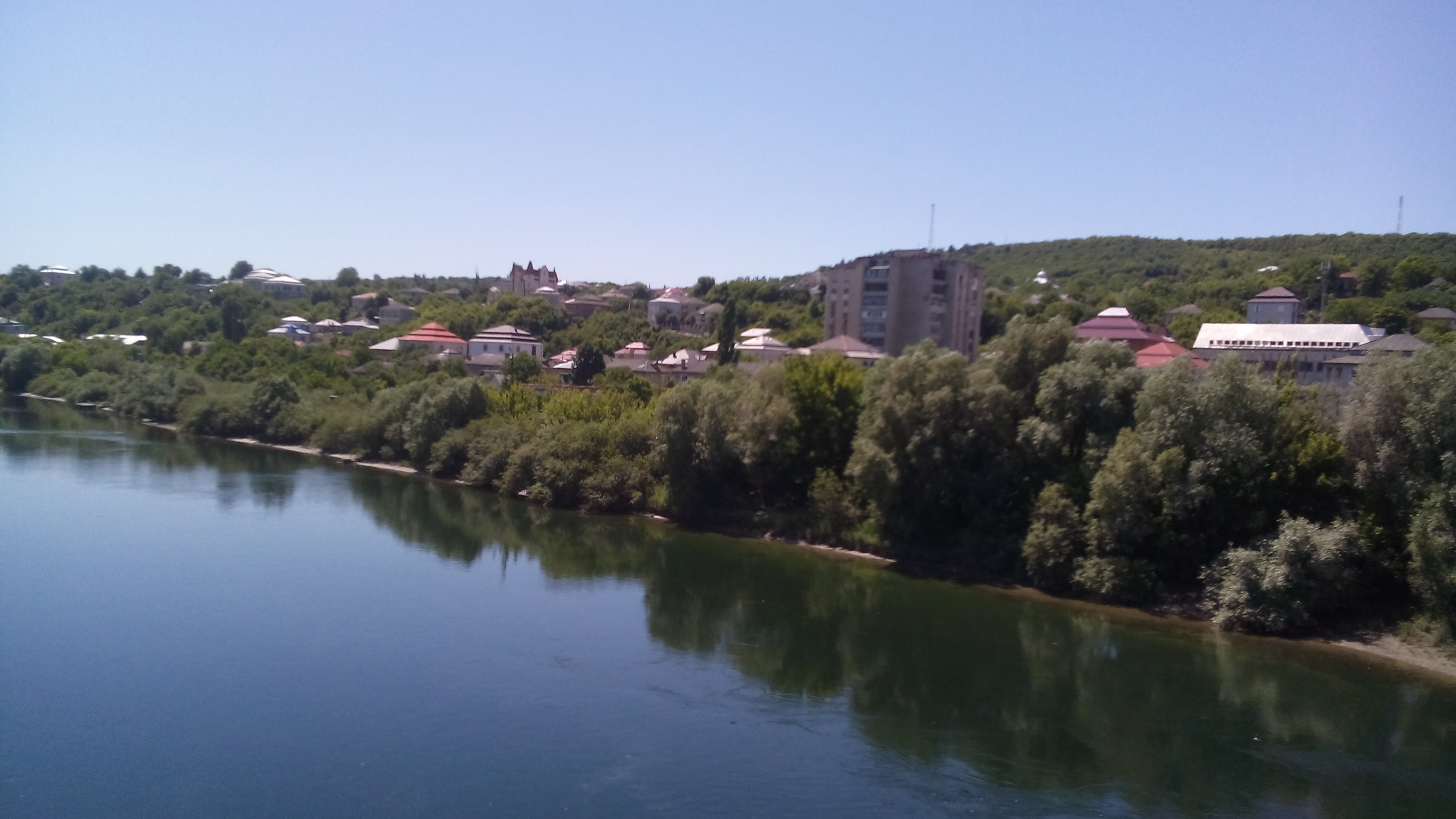
Вид на місто з моста через Дністер

Отач — одне з найстаріших міст Молдови. Роком заснування вважається 1419.
1711 року під час Прутського походу недалеко від села на вісім діб зупинявся Петро I. В 1792 році після укладення Ясського договору тут почав зростати російський вплив.
1814 року в місті було створено поліцейську дільницю. В 1835 році Отач став центром волості в Сороцькому повіті Бессарабської губернії.
За даними етнографічної експедиції 1869—1870 років під керівництвом Павла Чубинського, у містечку здебільшого проживали українці, населення розмовляло лише українською мовою.
1862 року було створено телеграфну контору, а з 1879 — поштове відділення. 1890 року Отацька волость включала в себе 13 сіл. Розвивалось вирощування тютюну. Більшість населення міста (майже 3 тисячі з понад 5 тисяч чоловік) складали євреї. У 1893 році було введено в експлуатацію міст через Дністер та залізничне сполучення з Могилів-Подільським. В 1895 році завершено встановлення телефонних ліній. 
Підчас Хотинського повстання 1919 року місто було під контролем Хотинської директорії. У ніч з 5 на 6 січня (за старим стилем; з 18 на 19 січня — за новим стилем), із самостійного виступу загонів Георгія Барбуци і А. Старова. Загін у числі від 400 до 600 бійців, які здебільшого були колишніми солдатами царської армії — вихідцями з Хотинського та Сороцького повітів, переправився через Дністер у районі Атаки Сороцького повіту і за активної підтримки місцевого молдавського населення захопив значну частину Сороцького повіту.
В період з 1918 по 1940 рік місто з населенням в 3510 жителів перебувало в складі Румунії. З 1944 по 1991 роки входило до складу Окницького району МРСР. 
Статус міста Отач отримав у 1994 році.

## Населення
Населення — 8500 осіб (станом на 2005 рік): українці (44,7 % мешканців міста), цигани (39,9 %), молдовани (8,55 %), росіяни (6,15 %), євреї (0,1 %), румуни (0,1 %), гагаузи (0,16 %) та представники інших національностей. Місто з найбільшою кількістю циган в Молдові — понад 39 %. Понад 90 % населення — православні.

## Промисловість
В місті знаходиться зона вільного економічного підприємництва. Підприємства міста виробляють рослинні олії, парфуми, товари громадського вжитку, залізобетон, зварювальне обладнання, біологічні засоби захисту рослин, фарбу тощо.

## Відомі люди
- Василь Єрмолаєвич Войтович — командувач одного з загонів РСЧА, проживав тут з 12 років.
- Мордхе Гольденберг — прозаїк, поет.
- Герман Гольденштейн — відомий кларнетист (народився в Атаках 1934 року).
- Андрій Гончар — член збірної СРСР з веслування, що став призером Олімпіади 1960 року в Римі.
- Аарон Гудельман — американський художник, скульптор та графік.
- Михайло Ілліч Койфман — гірничий інженер, доктор технічних наук, професор (народився в 1899 році).
- Самуїл Ривінович Лехтцір — молдавський поет (народився в 1901 році).
- Бен'юмен-Іцхок Міхалі (Духовний) — ізраїльський літературознавець (народився в 1910 році).
- Берл Ройзін — літературознавець та педагог (народився в 1913 році).